# Список замков Шотландии
Ниже представлен список замков Шотландии. Наиболее ранними укреплениями были городища, брохи и дуны; многие замки были возведены на месте этих более древних сооружений. Первые замки были построены в Шотландии в XI—XII веках под англо-норманнским влиянием. Эти замки по типу мотт и бейли перестраивались в камне примерно начиная с 1200 года. К концу XIV века большие замки с куртинами начали уступать место более скромным рыцарским башням с менее грозной защитой. Башни оставались популярным среди землевладельцев Шотландии до конца XVII века, когда в страну проникла архитектура классицизма. Тем временем развитие артиллерии обязывало военных инженеров разрабатывать более прочные укрепления для важных королевских цитаделей.
В Шотландии было построено более двух тысяч замков, хотя о существовании многих из них известно лишь по историческим записям. Они встречаются во всех частях страны, хотя рыцарские башни и пиль-башни сосредоточены вдоль границы с Англией, а лучшие образцы больших рыцарских башен эпохи Возрождения можно увидеть на северо-востоке.

## Абердин
| Название                              | Тип             | Дата постройки | Состояние       | Изображение | Владение                 | Примечания |
| ------------------------------------- | --------------- | -------------- | --------------- | ----------- | ------------------------ | --- |
| Замок Абердин (англ. Aberdeen Castle) | неизвестно      | XIII в.        | не сохранился   |             |                          | Скорее всего разрушен по приказу Роберта Брюса в июне 1308 года. |
| Бенхольм-лодж (англ. Benholm’s Lodge) | рыцарская башня | XVII в.        | реконструирован |             | Городской совет Абердина | Башня Уоллас (современное название) в 1960-е годы была разобрана и перемещена из Нетергейта в парк Ситон в Абердине, чтобы освободить место для расширения Marks & Spencer. |
| Замок Мар (англ. Mar’s Castle)        | неизвестно      | Средние века   | не сохранился   |             |                          | Построен Стюартами, графами Мар. Рисунок прибл. 1896 года. |

## Абердиншир
В Абердиншире расположен замок Балморал, где в 2022 году  скончалась королева Елизавета II.

## Внешние Гебридские острова
| Название                                       | Тип                                 | Дата постройки  | Состояние    | Изображение | Владение                    | Примечания |
| ---------------------------------------------- | ----------------------------------- | --------------- | ------------ | ----------- | --------------------------- | --- |
| Замок Амхуиннсуид (англ. Amhuinnsuidhe Castle) | особняк в стиле шотландских баронов | 1864—1867       | сохранился   |             | Amhuinnsuidhe Castle Estate | Построен на о. Гаррис архитектором Дэвидом Брайсом для Чарльза Мюррея, 7-го графа Данмор и изначально назывался Финкасл. В 2003 году продан; ныне гостиница.                                                                    |
| Замок Ардвурли (англ. Ardvourlie Castle)       | особняк                             | 1863            | сохранился   |             | частная собственность       | Построен близ Лох-Сифорта для Чарльза Мюррея, 7-го графа Данмор, который владел о. Гаррис. Частная резиденция. |
| Замок Борв (англ. Borve Castle)                | рыцарская башня                     | середина XIV в. | руины        |             |                             | Построен Эми Макруари, женой Джона I Макдональда, лорда Островов, на о. Бенбекьюла. Обитаем до начала XVII века. |
| Замок Калвей (англ. Calvay Castle)             | неизвестно                          | XVII в.         | руины        |             | Stòras Uibhist              | На островке рядом с о. Калвей. Красавчик принц Чарли укрылся здесь в июне 1746 года, спасаясь от войск герцога Камберлендского после битвы при Каллодене.                                                                       |
| Замок Кисимул (англ. Kisimul Castle)           | замок                               | XVII в.         | восстановлен |             | Клан Макнил                 | На островке в гавани города Каслбей (о. Барра). По легенде оплот клана Макнил с XI века; заброшен в 1838 году. В 1937 году приобретён вождём клана Макнил. Сдан в аренду агентству «Историческая Шотландия»; открыт для публики |
| Замок Льюс (англ. Lews Castle)                 | особняк                             | 1844—1851       | сохранился   |             | местные власти              | Близ Сторновея (о. Льюис). Построен для Джеймса Мэтисона. Продан в 1918 году; в 1923 передан в общественное пользование. Открыт для публики.                                                                                    |
| Замок Ормаклейт (англ. Ormacleit Castle)       | особняк                             | начало XVIII в. | руины        |             |                             | Построен кланом Макдональд из Кланраналда на о. Саут-Уист. Вождь клана погиб в битве 13 ноября 1715 года; в тот же день особняк якобы был сожжён.                                                                               |

## Глазго
| Название                                   | Тип             | Дата постройки | Состояние     | Изображение | Владение                    | Примечания |
| ------------------------------------------ | --------------- | -------------- | ------------- | ----------- | --------------------------- | --- |
| Епископский дворец (англ. Bishop’s Castle) | неизвестно      | XV в.          | не сохранился |             |                             | Резиденция архиепископов Глазго до 1689 года; снесён в конце XVIII века.                                                                            |
| Замок Кэткарт (англ. Cathcart Castle)      | замок           | XV в.          | не сохранился |             |                             | Изначально родовой замок графов Кэткарт. Заброшен в XVIII веке; руины признаны опасными и снесены городским советом в 1980 году. Рисунок 1887 года. |
| Замок Крукстон (англ. Crookston Castle)    | рыцарская башня | XII в.         | руины         |             | Национальный фонд Шотландии | Первое историческое сооружение, приобретённое Национальным фондом Шотландии после основания организации в 1931 году. Открыт для посещения.          |
| Замок Хаггс (англ. Haggs Castle)           | рыцарская башня | 1585           | восстановлен  |             | частная собственность       | Восстановлен в XIX веке. |
| Замок Патрик (англ. Partick Castle)        | неизвестно      | 1611           | не сохранился |             |                             | Постройка XVII века возведена на месте замка XII или XIII века; снесена в 1830-х годах.                                                             |

## Данди
| Название                                | Тип                   | Дата постройки | Состояние     | Изображение | Владение                           | Примечания |
| --------------------------------------- | --------------------- | -------------- | ------------- | ----------- | ---------------------------------- | --- |
| Замок Броути (англ. Broughty Castle)    | рыцарская башня       | XV в.          | не повреждён  |             | Городской совет Данди              | В 1547—1550 году замок осаждали англичане. В 1969 году в здании открылся музей; вход бесплатный.                                                     |
| Замок Клейпотс (англ. Claypotts Castle) | замок                 | XVI в.         | сохранился    |             | Агентство «Историческая Шотландия» | В 1926 году тогдашний владелец 13-й граф Хьюм передал замок во владение агентству «Историческая Шотландия».                                          |
| Замок Дадхоуп (англ. Dudhope Castle)    | рыцарская башня       | XV в.          | сохранился    |             | Городской совет Данди              | Изначально маленькая рыцарская башня, Дадхоуп был значительно расширен в 1580 году. Сейчас в здании располагаются офисы.                             |
| Замок Данди (англ. Dundee Castle)       | неизвестно            | XII в.         | не сохранился |             |                                    | В 1313 году разрушен Робертом Брюсом. |
| Замок Мэйнс (англ. Mains Castle)        | четырёхугольный замок | 1562           | сохранился    |             | частная собственность              | Более ранний замок был во владении графов Ангус до 1530 года, когда он перешёл семейству Грэм. Также известен как замок Клаверхаус или замок Финтри. |
| Замок Поури (англ. Powrie Castle)       | замок                 | XVI в.         | руины         |             | частная собственность              | Крыло XVII века восстановлено. |

## Инверклайд
| Название                                          | Тип                                 | Дата постройки | Состояние           | Изображение | Владение                           | Примечания |
| ------------------------------------------------- | ----------------------------------- | -------------- | ------------------- | ----------- | ---------------------------------- | --- |
| Замок Ардгован (англ. Ardgowan Castle)            | рыцарская башня                     | конец XV в.    | руины               |             | частная собственность              | Более ранний замок Инверкип на этом месте фигурировал в Первой войне за независимость Шотландии. В 1936 году руины укреплены.                                                    |
| Замок Леван (англ. Castle Levan)                  | рыцарская башня                     | XIV в.         | восстановлен        |             | частная собственность              | В 1980-х годах восстановлен; ныне гостиница. |
| Замок Уимс (англ. Castle Wemyss)                  | рыцарская башня                     | ок. 1850       | не сохранился       |             |                                    | В 1860 году продан сэру Джону Бернсу, барону Инверклайд. Продан строительной компании в 1957 году и снесён в 1984 году.                                                          |
| Замок Дукал (англ. Duchal Castle)                 | рыцарская башня                     | XIII в.        | фрагментарные руины |             |                                    | Построен семьёй Лайл. В 1578 году сожжён во время семейной вражды; позже частично отремонтирован и использовался. К 1782 году лежал в руинах.                                    |
| Замок Истер Гринок (англ. Easter Greenock Castle) | неизвестно                          | XVI в.         | не сохранился       |             |                                    | Построен семьёй Кроуфорд. К 1809 году лежал в руинах; снесён в 1830-х годах. |
| Замок Ньюарк (англ. Newark Castle)                | рыцарская башня                     | 1478           | сохранился          |             | Агентство «Историческая Шотландия» | Построен сэром Патриком Максвеллом, другом короля Якова VI Шотландского. В 1909 году замок перешёл под контроль государства; ныне открыт для посетителей.                        |
| Финлейстон-хаус (англ. Finlaystone House)         | особняк в стиле шотландских баронов | 1764           | сохранился          |             | Клан Макмиллан                     | Перестроенная рыцарская башня конца XIII века. Резиденция клана Каннингем до XIX века. В 1903 году перестроен в стиле шотландских баронов и перешёл во владение клана Макмиллан. |

## Ист-Данбартоншир
| Название                               | Тип                  | Дата постройки | Состояние    | Изображение | Владение                | Примечания |
| -------------------------------------- | -------------------- | -------------- | ------------ | ----------- | ----------------------- | --- |
| Замок Бардови (англ. Bardowie Castle)  | рыцарская башня      | 1566           | восстановлен |             | частная собственность   | С 1214 года земли принадлежали клану Гэлбрейт; в конце XIV перешли к Джону Гамильтону, 4-му лэрду из Кадзоу, а в середине XVIII века — к клану Бьюкенен. В начале XX века продан; ныне частная резиденция. Фото 1870 года.       |
| Замок Крейгенд (англ. Craigend Castle) | рыцарская башня      | XVI в.         | восстановлен |             | Совет Ист-Данбартоншира | В Средние века земли были частью баронии Магдок. Продан в середине XVII века книготорговцам Смитам, а в 1851 году перепродан сэру Эндрю Бьюкенену, 1-му баронету. Снова продан в 1949 году; на территории зоопарка до 1955 года. |
| Замок Леннокс (англ. Lennox Castle)    | особняк в виде замка | 1837—1841      | руины        |             | частная собственность   | Построен для Джона Леннокса Кинкейда; в 1927 превращён в больницу, которая закрылась в 2002 году. Здание лежит в руинах после пожара в 2008 году.                                                                                |

## Ист-Ренфрушир
| Название                               | Тип             | Дата постройки | Состояние           | Изображение | Владение              | Примечания |
| -------------------------------------- | --------------- | -------------- | ------------------- | ----------- | --------------------- | --- |
| Замок Колдуэлл (англ. Caldwell Castle) | рыцарская башня | XVI в.         | восстановлена       |             | частная собственность | Сохранилась только одна башня; в 2011 году отремонтирована. Частная резиденция.                                                                               |
| Замок Мирнс (англ. Mearns Castle)      | рыцарская башня | середина XV в. | перестроен          |             | Церковь Шотландии     | Построен Гербертом Максвеллом, 1-м графом Нитсдейл. В 1971 году сохранившиеся этажи стали связующим звеном между двумя церковными зданиями.                   |
| Замок Полнун (англ. Polnoon Castle)    | рыцарская башня | XIV в.         | фрагментарные руины |             | частная собственность | Построен кланом Монтгомери. В начале XVII века отремонтирован, но к 1676 году был заброшен и быстро пришёл в упадок. В конце XVIII века замок лежал в руинах. |

## Клакманнаншир
| Название                                   | Тип                                 | Дата постройки | Состояние    | Изображение | Владение                           | Примечания |
| ------------------------------------------ | ----------------------------------- | -------------- | ------------ | ----------- | ---------------------------------- | --- |
| Башня Аллоа (англ. Alloa Tower)            | рыцарская башня                     | XIV в.         | сохранился   |             | Национальный фонд Шотландии        | Средневековая резиденция клана Эрскин, позже графов Мар. |
| Замок Брумхолл (англ. Broomhall Castle)    | особняк в стиле шотландских баронов | 1874           | сохранился   |             | частная собственность              | Отель до лета 2022 года. |
| Башня Клакманнан (англ. Clackmannan Tower) | рыцарская башня                     | XIV в.         | руины        |             | Агентство «Историческая Шотландия» | По местной легенде замок построил Роберт Брюс; в 1329 году служила временной резиденцией короля Давида II.                                                                  |
| Замок Кэмпбелл (англ. Castle Campbell)     | четырёхугольный замок               | XV в.          | руины        |             | Агентство «Историческая Шотландия» | В XV—XIX веках родовое гнездо клана Кэмпбелл, графов и герцогов Аргайл. Замок посещала Мария Стюарт. В 1948 году владельцы передали его агентству «Историческая Шотландия». |
| Замок Менстри (англ. Menstrie Castle)      | рыцарская башня                     | XVI в.         | восстановлен |             | частная собственность              | В здании располагаются частные квартиры и музей, открытый Национальным фондом Шотландии.                                                                                    |
| Башня Саучи (англ. Sauchie Tower)          | рыцарская башня                     | XV в.          | заброшен     |             | Фонд наследия Клакманнаншира       | В мае 1565 году в башне останавливалась Мария Стюарт. |

## Мидлотиан
| Название                                       | Тип                   | Дата постройки  | Состояние             | Изображение | Владение                           | Примечания |
| ---------------------------------------------- | --------------------- | --------------- | --------------------- | ----------- | ---------------------------------- | --- |
| Замок Бортвик (англ. Borthwick Castle)         | рыцарская башня       | 1430            | сохранился            |             | частная собственность              | Восстановлен к 1914 году. Ныне гостиница. |
| Замок Крайтон (англ. Crichton Castle)          | четырёхугольный замок | конец XIV в.    | руины                 |             | Агентство «Историческая Шотландия» | Построен сэром Джоном Крайтоном, отцом Уильяма Крайтона, 1-й лорд Крайтон. Позднее был во владении графов Ботвелл. Открыт для публики. |
| Замок Кусланд (англ. Cousland Castle)          | рыцарская башня       | конец XV в.     | руины                 |             | частная собственность              | Изначало считалось, что это был монастырь. Предположительно построен Уильямом Рутвеном, 1-м лордом Рутвен. Сильно расширен в XVI веке. |
| Замок Далхаузи (англ. Dalhousie Castle)        | замок                 | середина XVI в. | сохранился            |             | частная собственность              | Принадлежал графам Далхаузи, вождям клана Рамсей. Включает остатки башни XIII века; ныне гостиница. |
| Далкитский дворец (англ. Dalkeith Palace)      | особняк               | 1701—1711       | сохранился            |             | Герцог Баклю                       | Включает остатки замка XII века. Родовой замок герцогов Баклю с 1642 года, хотя семья не живет в нём с 1914 года. С 1985 года сдаётся в аренду Висконсинскому университету.                                                                                 |
| Замок Готорнден (англ. Hawthornden Castle)     | рыцарская башня       | 1638            | сохранился            |             | частная собственность              | Включает разрушенную крепость XV века. Перестроен и расширен поэтом Уильямом Драммондом. Продан Драммондами в начале 1970-х годов. Ныне дом отдыха для писателей.                                                                                           |
| Замок Мелвилл (англ. Melville Castle)          | особняк в виде замка  | 1786—1791       | восстановлен          |             | частная собственность              | Построен на месте средневековой рыцарской башни Генри Дандас, 1-м виконтом Мелвилл. К 1980 году заброшен и позднее продан Мелвиллами. Восстановлен в 1990-е годы, с 2003 года гостиница.                                                                    |
| Ньюбаттлское аббатство (англ. Newbattle Abbey) | укреплённый особняк   | 1650            | перестроен            |             | Колледж «Ньюбаттлское аббатство»   | Основан в 1140 году монахами из аббатства Мелроуз. В 1587 году перешёл в собственность Марка Керра, позднее 1-го графа Лотиан. Существенно реконструирован в 1650, 1836 и 1858 годах. В 1937 году передан государству Филипом Керром, 11-м маркизом Лотиан. |
| Замок Рослин (англ. Roslin Castle)             | замок                 | конец XIV в.    | частично восстановлен |             | Граф Росслин                       | Возможно построен Генри I Синклером, графом Оркнейским. Перестроен в конце XVI века. В 1789 году унаследован Джеймсом Эрскином (с 1805 года граф Росслин). В 1982—1988 годах восточное крыло восстановлено.                                                 |

## Норт-Ланаркшир
| Название                          | Тип                  | Дата постройки | Состояние  | Изображение | Владение              | Примечания |
| --------------------------------- | -------------------- | -------------- | ---------- | ----------- | --------------------- | --- |
| Замок Бедли (англ. Bedlay Castle) | рыцарская башня      | ок. 1580       | сохранился |             | частная собственность | Построен Робертом Бойдом, 4-м лордом Бойд; в 1642 замок продан и ещё несколько раз перепродавался. До сих пор используется как частная резиденция.                                                                |
| Диел-хаус (англ. Dalzell House)   | особняк в виде замка | 1857—1859      | перестроен |             | частная собственность | Изначально построен для семьи Диел; в 1639 они получили титул графов Карнват. Включает рыцарскую башню XV века, южное крыло середины XVII века. В 1952 году особняк был продан, а в 1980-х поделён на 18 квартир. |

## Оркнейские острова
| Название                                                    | Тип                 | Дата постройки | Состояние     | Изображение | Владение                           | Примечания |
| ----------------------------------------------------------- | ------------------- | -------------- | ------------- | ----------- | ---------------------------------- | --- |
| Замок Бальфур (англ. Balfour Castle)                        | особняк             | 1847           | сохранился    |             | частная собственность              | Включает более раннюю постройку как минимум XVIII века. Построен Дэвидом Брайсом для полковника Дэвида Бальфура. Ныне гостиница. |
| Епископский дворец (англ. Bishop’s Palace)                  | рыцарская башня     | XII в.         | руины         |             | Агентство «Историческая Шотландия» | Построен норвежцами. В 1263 году вскоре после битвы при Ларгсе в нём умер Хакон IV Старый. Заброшен и пришёл в упадок к 1320 году. Восстановлен в XVI веке, разрушен в 1614 году. Открыт для публики.                                                                                    |
| Замок Брекнесс (англ. Breckness Castle)                     | особняк             | 1633           | руины         |             | Агентство «Историческая Шотландия» | Построен епископом Джорджем Грэмом (1565—1643). С 1957 года охраняется государством. |
| Замок Кабби Ру (англ. Cubbie Roo’s Castle)                  | рыцарская башня     | 1145           | руины         |             | Агентство «Историческая Шотландия» | Построен скандинавским землевладельцем Кольбейном Хругой. Первый задокументированный каменный замок в Шотландии. Национальный памятник с 1929 года. |
| Графский дворец в Барси (англ. Earl’s Palace, Birsay)       | замок               | 1580-е         | руины         |             | Агентство «Историческая Шотландия» | Построен Робертом Стюартом, 1-м графом Оркнейским. После его смерти в 1593 году периодически использовался графами Оркнейскими. К началу XVIII века пришёл в упадок. Открыт для посещения.                                                                                               |
| Графский дворец в Керкуолле (англ. Earl’s Palace, Kirkwall) | укреплённый особняк | ок. 1607       | руины         |             | Агентство «Историческая Шотландия» | Построен 2-м графом Оркнейским на замену дворцу в Барси. Осаждён и разрушен в 1614 году Джорджем Синклером, 5-м графом Кейтнесс, во время восстания незаконного сына графа Оркнейского, Роберта. До 1688 года резиденция епископа Оркнейского. К XVIII веку пришёл в упадок.             |
| Замок Керкуолл (англ. Kirkwall Castle)                      | замок               | ок. 1379       | не сохранился |             |                                    | Построен Генри Синклером, графом Оркнейским. Разрушен Джорджем Синклером, 5-м графом Кейтнесс в 1614 году. |
| Замок Нолтленд (англ. Noltland Castle)                      | рыцарская башня     | ок. 1560       | руины         |             | Агентство «Историческая Шотландия» | Построен Гилбертом Бальфуром (ум. 1576), который был вовлечён в заговор с целью убийства лорда Дарнли. В 1598 году захвачен 2-м графом Оркнейским, позднее возвращён Бальфурам. В 1650-е году сожжён ковенантерами. В 1911 году Бальфуры передали руины государству. Открыт для публики. |

## Уэст-Данбартоншир
| Название                                    | Тип                  | Дата постройки | Состояние  | Изображение | Владение                  | Примечания |
| ------------------------------------------- | -------------------- | -------------- | ---------- | ----------- | ------------------------- | --- |
| Замок Дамбартон (англ. Dumbarton Castle)    | крепость             | ок. 1220       | перестроен |             | Шотландское правительство | Построен Александром II Шотландским для защиты от норвежцев. Сердце королевства Стратклайд. Бо́льшая часть сохранившихся строений датируются XVIII веком, некоторые укрепления датируются XIV и XVI веками. Открыт для публики. |
| Замок Дангласс (англ. Dunglass Castle)      | замок                | 1380           | руины      |             |                           | Главный оплот клана Колкахун. Частично разобран на строительный камень в 1735 году. Сохранился близлежащий особняк 1590 года. Рисунок 1827 года.                                                                               |
| Замок Баллох (англ. Balloch Castle)         | особняк в виде замка | 1809           | сохранился |             | Городской совет Глазго    | Сохранились руины замка XIII века, принадлежавшего клану Леннокс. В здании располагаются офисы. |
| Замок Инчмуррин (англ. Inchmurrin Castle)   | замок                | XIV в.         | руины      |             |                           | Построен графами Леннокс. |
| Замок Ботурич (англ. Boturich Castle)       | особняк в виде замка | 1835           | сохранился |             | частная собственность     | Построен на месте средневекового замка. |
| Замок Килмаронок (англ. Kilmaronock Castle) | рыцарская башня      | XV в.          | руины      |             |                           | Принадлежал графу Гленкарну в 1695 году. |

## Фолкерк
| Название                                     | Тип             | Дата постройки | Состояние     | Изображение | Владение                           | Примечания |
| -------------------------------------------- | --------------- | -------------- | ------------- | ----------- | ---------------------------------- | --- |
| Замок Эйрт (англ. Airth Castle)              | замок           | XVI в.         | перестроен    |             | частная собственность              | Средневековая рыцарская башня с более поздними пристройками. Более ранний замок разрушен в 1488 году. В 2004—2023 годах гостиница и спа. В 2024 году в здание частично уничтожено пожаром.                                                                                     |
| Замок Элмонд (англ. Almond Castle)           | рыцарская башня | ок. 1470       | руины         |             | частная собственность              | Построен кланом Кроуфорд. В 1540 году перешёл Ливингстонам в результате брака. После восстания якобитов 1715 года отошёл Короне. Заброшен в 1750-х годах и пришёл в упадок. |
| Замок Блэкнесс (англ. Blackness Castle)      | замок           | 1440-е         | сохранился    |             | Агентство «Историческая Шотландия» | Построен Джорджем Крайтоном (ум. 1454/55), 1-м графом Кейтнесс, на месте более раннего укрепления. В 1453 году земли с замком отошли Якову II; с тех пор собственность Короны. Укреплён в середине XVI века. В 1650 году взят силами Кромвеля. Склад боеприпасов до 1912 года. |
| Замок Каслкари (англ. Castle Cary Castle)    | рыцарская башня | ок. 1480       | сохранился    |             | частная собственность              | Вероятно построен Генри Ливингстоном. Мария Стюарт посещала замок с Марией Ливингстон. Продан в начале XVII века. Сожжён якобитами во время восстания 1715 года; восстановлен. Позднее приобретён маркизом Зетленд. Частная резиденция.                                        |
| Башня Эльфинстоун (англ. Elphinstone Tower)  | рыцарская башня | начало XVI в.  | руины         |             | частная собственность              | Построена сэром Джоном Эльфинстоуном. В 1754 году куплена Джоном Мюрреем, будущим 4-м графом Данмор. Башня на протяжении веков ремонтировалась. В 1911 году заброшена и пришла в упадок.                                                                                       |
| Замок Гербертшир (англ. Herbertshire Castle) | замок           | ок. 1407       | не сохранился |             |                                    | Построен Генри II Синклером, графом Оркнейским. В 1608 году приобретён Александром Ливингстоном, 1-м графом Линлитгоу; перепродан. Сгорел в 1914 году, разобран в 1950 году. Рисунок прибл. 1908 года.                                                                         |
| Киннейл-хаус (англ. Kinneil House)           | особняк         | 1677           | перестроен    |             | Агентство «Историческая Шотландия» | Место смерти 1-го графа Арран в 1529 году. Включает восточное крыло и рыцарскую башню, построенные 1-м графом Арран на основе более раннего здания. Перестроен герцогом Гамильтон в XVII веке. В 1936 году его собирались снести, но были обнаружены муралы XVI века.          |
| Замок Торвуд (англ. Torwood Castle)          | рыцарская башня | ок. 1566       | руины         |             | Torwood Castle Trust               | Построен сэром Александром Форрестером. В начале XVI века перешёл к клану Бейли; в 1635 году — к 1-му лорду Форрестер. С 1998 года на попечении трастового фонда; предпринимаются попытки отреставрировать здание.                                                             |

## Шетландские острова
| Название                                   | Тип             | Дата постройки | Состояние           | Изображение | Владение                           | Примечания |
| ------------------------------------------ | --------------- | -------------- | ------------------- | ----------- | ---------------------------------- | --- |
| Замок Холм (англ. Castle Holm)             | рыцарская башня | XII в.         | фрагментарные руины |             |                                    | На островке на Лох-Стром. Охраняется государством. |
| Замок Мунесс (англ. Muness Castle)         | рыцарская башня | 1598           | руины               |             | Агентство «Историческая Шотландия» | Построен Лоренсом Брюсом из Кульмалинди на о. Анст. Заброшен к XVIII веку и продан в 1718 году. Открыт для публики                                          |
| Замок Скалловей (англ. Scalloway Castle)   | рыцарская башня | 1600           | руины               |             | Агентство «Историческая Шотландия» | В Скалловее на о. Мейнленд. Построен Патриком Стюартом, 2-м графом Оркнейским. К началу XVIII века пришёл в упадок; с 1908 года в государственном владении. |
| Башня Маклаберри (англ. Mucklaberry Tower) | смотровая башня | начало XIX в.  | сохранилась         |             | частная собственность              | На о. Вейла; также известна как башня Вейла. Отремонтирована в 1890-х годах владельцем острова.                                                             |